# Pawtucket Red Sox

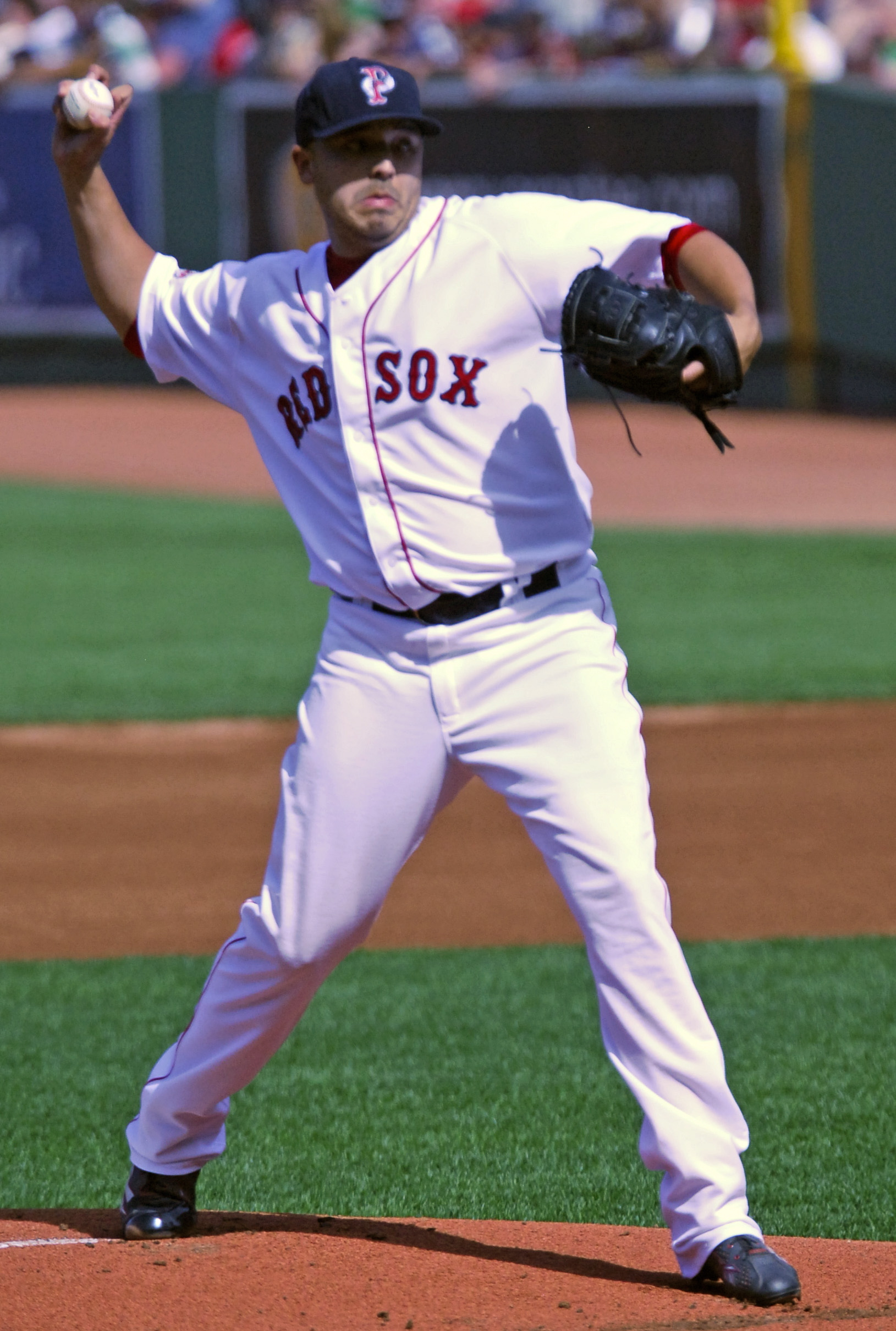
En spelare i Pawtucket Red Sox dräkt 2009.

Pawtucket Red Sox är en professionell basebollklubb i Pawtucket i Rhode Island i USA. Klubben spelar i International League, en farmarliga på den högsta nivån (AAA) under Major League Baseball (MLB). Moderklubb är Boston Red Sox. Klubbens hemmaarena är McCoy Stadium.

## Historia
Klubben grundades 1970 i samband med att Boston Red Sox flyttade sin näst högsta farmarklubb Pittsfield Red Sox från Pittsfield i Massachusetts till Pawtucket och spelade då i Eastern League, en farmarliga på AA-nivån. Klubben spelade redan då sina hemmamatcher i McCoy Stadium, som invigdes redan 1942. Den framtida Hall of Fame-medlemmen Carlton Fisk spelade för klubben den första säsongen.
Klubben började spela i den högsta farmarligan International League 1973 när Red Sox högsta farmarklubb Louisville Colonels flyttades från Louisville i Kentucky. Red Sox överförde sin representant i Eastern League till Bristol Red Sox i Bristol i Connecticut.
Redan första säsongen i International League 1973 vann man ligamästerskapet Governors' Cup och besegrade även ligamästarna i American Association Tulsa Oilers i Junior World Series. Åren efter gick det dock sämre och efter säsongen 1976, då klubben för en säsong kallades Rhode Island Red Sox, var klubben bankrutt med två miljoner dollar i obetalda skulder. Tack vare den pensionerade affärsmannen Ben Mondor räddades klubben kvar i Pawtucket. De ekonomiska problemen medförde dock att klubben inför säsongen 1977 saknade dräkter. Moderklubben Boston Red Sox skickade några av sina gamla dräkter, vilka gick bra att använda när det gällde hemmadräkterna som hade "RED SOX" skrivna på bröstet. På bortadräkterna stod det dock "BOSTON", men på förslag från sportchefen byttes dessa sex bokstäver ut mot "PAWSOX" och därmed var klubbens populära smeknamn fött. Trots problemen lyckades man vinna grundserien i ligan den säsongen, men åkte ut i slutspelet.
Klubben vann Governors' Cup för andra gången 1984.
Sedan slutet av 1970-talet har klubben gått bättre ekonomiskt och publikmässigt och man satte ett nytt klubbrekord 2005 med sammanlagt 688 421 åskådare på sina hemmamatcher. Hemmaarenan McCoy Stadium genomgick under slutet av 1990-talet stora renoveringar, vilket också bidragit till publiktillströmningen.
2003 var man återigen bäst i grundserien, men det dröjde till 2012 innan man vann Governors' Cup igen för tredje gången. Denna triumf fick tyvärr inte Ben Mondor, klubbens ägare sedan 1977, uppleva då han avled 2010 vid 85 års ålder.
Klubben vann Governors' Cup för fjärde gången 2014. I december samma år bytte man logotyper och dräkter. Året efter såldes klubben till en grupp affärsmän ledda av Larry Lucchino, moderklubben Boston Red Sox dåvarande klubbchef. De nya ägarna gjorde flera försök att få till stånd byggandet av en ny hemmaarena, men när detta inte gick i lås bestämde man sig sommaren 2018 för att flytta klubben till Worcester i Massachusetts, där en ny arena skulle byggas. Flytten skulle ske före 2021 års säsong och klubbens nya namn skulle bli Worcester Red Sox.

## "The Longest Game"
Pawtucket Red Sox gick segrande ur den längsta matchen någonsin i professionell baseboll, en match som varade i åtta timmar och 25 minuter över 33 inningar. Matchen inleddes i McCoy Stadium den 18 april 1981, men fick avbrytas strax efter klockan fyra på morgonen den 19 april när matchen hade varat i 32 inningar och fortfarande var oavgjord. Matchen återupptogs först den 23 juni när motståndarna Rochester Red Wings återkom till Pawtucket. Då behövdes bara en inning till innan Pawtucket kunde vinna med 3–2. De framtida stjärnorna och National Baseball Hall of Fame-medlemmarna Cal Ripken Jr och Wade Boggs deltog i matchen.

## Perfect games
Två gånger har en pitcher i klubben lyckats med en perfect game, alltså att ingen av slagmännen i motståndarlaget lyckas ta sig ut på bas. Den förste var Tomokazu Ohka som gjorde det den 1 juni 2000 i en match mot Charlotte Knights. Ohka kastade bara 77 pitches under matchen, som var den tredje perfect game i International Leagues historia och den första sedan 1952. Bara drygt tre år senare, den 10 augusti 2003, var det dags igen. Bronson Arroyo var det som pitchade ligans fjärde perfect game mot Buffalo Bisons.